# NGC 4151
NGC 4151 est une galaxie spirale intermédiaire relativement rapprochée et située dans la constellation des Chiens de chasse. NGC 4151 a été découverte par l'astronome germano-britannique William Herschel en 1787. 

## Caractéristiques
La classe de luminosité de NGC 4151 est I-II et elle présente une large raie HI.

### Distance
Sa vitesse par rapport au fond diffus cosmologique est de 1 244 ± 17 km/s, ce qui correspond à une distance de Hubble de 18,4 ± 1,3 Mpc (∼60 millions d'al).
À ce jour, une quinzaine de mesures non basées sur le décalage vers le rouge (redshift) donnent une distance de 9,496 ± 8,096 Mpc (∼31 millions d'al), ce qui est à l'intérieur des valeurs de la distance de Hubble en raison de l'écart type élevé de l'échantillon. Quatre des quinze mesures sont supérieures à 19 Mpc et les onze autres sont inférieures à 7 Mpc. La distance de cette galaxie est donc fort incertaine. Cependant, cette galaxie est certainement assez rapprochée du Groupe local et on obtient souvent des distances de Hubble assez différentes pour les galaxies rapprochées en raison de leur mouvement propre dans le groupe où l'amas où elles sont situées. Notons cependant que c'est avec la valeur moyenne des mesures indépendantes, lorsqu'elles existent, que la base de données NASA/IPAC calcule le diamètre d'une galaxie et qu'en conséquence le diamètre de NGC 4151 pourrait être d'environ 37,4 kpc (∼122 000 al) si on utilisait la distance de Hubble pour le calculer.

### Galaxie de Seyfert
NGC 4151 est une  galaxie active de type Seyfert 1.5. C'est d'ailleurs l'une des deux candidates retenues dans l'article de Carl Keenan Seyfert qui décrit ce type de galaxie.

### Radiogalaxie
NGC 4151 présente aussi un jet d'ondes radio.

### Luminosité dans l'infrarouge
Sa luminosité dans l'infrarouge lointain (de 40 à 400 µm) est égale à 5,01 × 109 {\displaystyle L_{\odot }} (109,70{\displaystyle L_{\odot }}) et sa luminosité totale dans l'infrarouge (de 8 à 1 000 µm) est de 1,58 × 1010 {\displaystyle L_{\odot }} (1010,20{\displaystyle L_{\odot }}).

### Brillance de surface
En raison d'une brillance de surface égale à 14,43 mag/am2, on peut qualifier NGC 4151 de galaxie à faible brillance de surface (LSB en anglais pour low surface brightness). Les galaxies LSB sont des galaxies diffuses (D) avec une brillance de surface inférieure de moins d'une magnitude à celle du ciel nocturne ambiant.

## Morphologie
NGC 4151 a été utilisée par Gérard de Vaucouleurs comme une galaxie de type morphologique (R2')SAB(s)ab dans son atlas des galaxies,. Dans la  bande K infrarouge, NGC 4051 présente une barre centrale de plus de 100 secondes d'arc dont l'ellipticité maximale est de 0,62. L'angle de position de celle-ci est de 136°.
Eskridge, Frogel et Pogge ont publié un article en 2002 décrivant la morphologie de 205 galaxies spirales rapprochées. Les observations ont été réalisées dans la bande H de l'infrarouge et dans la bande B (le bleu). Selon Eskridge et ses collègues, NGC 4151 est une galaxie spirale de type SBa dans la bande B et de type SB0/a dans la bande H. Elle présente une source nucléaire ponctuelle intégrée dans un large bulbe circulaire et brillant. Le bulbe est traversé par une grande barre épaisse dont le contraste est élevé. La barre montre à ses extrémités des anses peu lumineuses. NGC 4151 ne présente pas de preuve de structure spirale, ni de formation d'étoiles.

## Culture populaire
Certains astronomes ont surnommé cette galaxie l'« Œil de Sauron » en raison de sa forme particulière.

## Trou noir supermassif
NGC 4151 est l'une des galaxies les plus proches de la Terre à contenir un trou noir supermassif en croissance.
Selon les auteurs d'un article publié en 2002, la masse du trou noir central de NGC 4151 est de 1,35 x 107{\displaystyle M_{\odot }} (107,13{\displaystyle M_{\odot }}).
Selon un article publié en 2004 un trou noir supermassif dont la masse est de (13,3 ± 4,6) x 106 {\displaystyle M_{\odot }} se trouve au centre de NGC 4151.
Selon une autre étude publié en 2006 basée sur les mesures de luminosité de la bande K de l'infrarouge proche du bulbe de NGC 4123, on obtient une valeur de 108,1 {\displaystyle M_{\odot }} (126 millions de masses solaires) pour le trou noir supermassif qui s'y trouve.
Selon une autre étude publié en 2008 et réalisée auprès de 76 galaxies par Alister Graham, le bulbe central de NGC 4151 renferme un trou noir supermassif dont la masse est estimée à (6,5 ± 0,7) × 107 {\displaystyle M_{\odot }}.
Selon les auteurs d'un article publié en 2012, la connaissance de la masse d'un trou noir central et du taux d'accrétion par celui-ci permet d'estimer le taux de formation d'étoiles dans la région centrale des galaxies de type Seyfert. Ce taux pour NGC 4151 serait à l'intérieur d'un rayon de 1 kpc de 0,058 {\displaystyle M_{\odot }}/an.
Une autre étude spectroscopique révèle qu'il y aurait deux trous noirs supermassifs en orbite l'un autour de l'autre au centre de cette galaxie, ce qui est une indication certaine d'une ancienne fusion galactique. Les masses respectives de ces trous noirs sont estimées à plusieurs dizaines millions de masses solaires, 10 et 40 millions respectivement, mais des études plus approfondies restent à faire pour les déterminer plus précisément.

## Source de rayons X
La première détection de rayons X émise par NGC 4151 a apparemment été réalisée le 24 décembre 1970 par le satellite Uhuru de la NASA. Mais une certaine controverse entoure cette détection. En effet, l'incertitude sur la position du satellite était de 0,56° carré et l'objet BL Lacertae 1E 1207.9 +3945 se trouve à l'intérieur de cette région. L’observatoire astrophysique des hautes énergies HEAO-1 a localisé plus tard la source de rayons X et elle coïncide avec la position optique du noyau de NGC 4151, mais cette position est à l'extérieur de la région couverte en 1970 par Uhuru.
Deux hypothèses ont été formulées pour expliquer la source des émissions de rayons X.
- On pense que le trou noir était en croissance beaucoup plus rapide il y a environ 25 000 ans et que les radiations de la matière tombant vers celui-ci étaient alors si intenses qu'elles ont arraché tous les électrons des atomes. Les rayons X sont alors émis lorsque ces électrons sont captés par les atomes ionisés.
- La deuxième hypothèse envisagée fait appel à une chute de matière vers le trou noir relativement plus récente. La matière du disque d'accrétion tombant vers le trou noir produit un puissant jet de gaz depuis la surface du disque. Ce jet perpendiculaire au disque chauffe le gaz sur sa trajectoire à des températures assez élevées pour émettre des rayons X.

## Galerie

Image composite : données rayons X de Chandra en bleu, données du visible de la raie H-alpha en jaune (Jacobus Telescope de l'observatoire de La Palma) et données en ondes radio en rouge (Very Large Array).
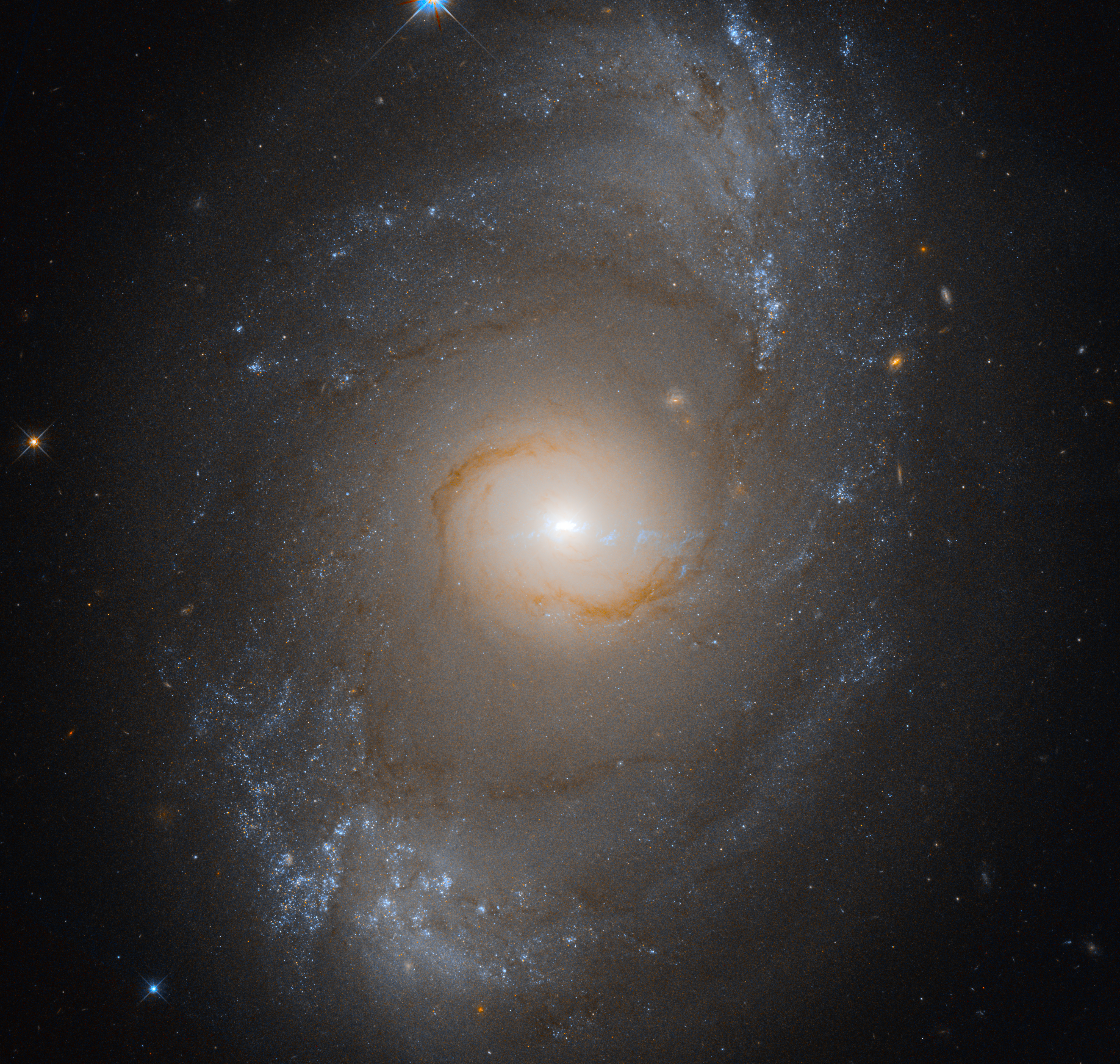
NGC 4151 en lumière visible par le télescope spatial Hubble.
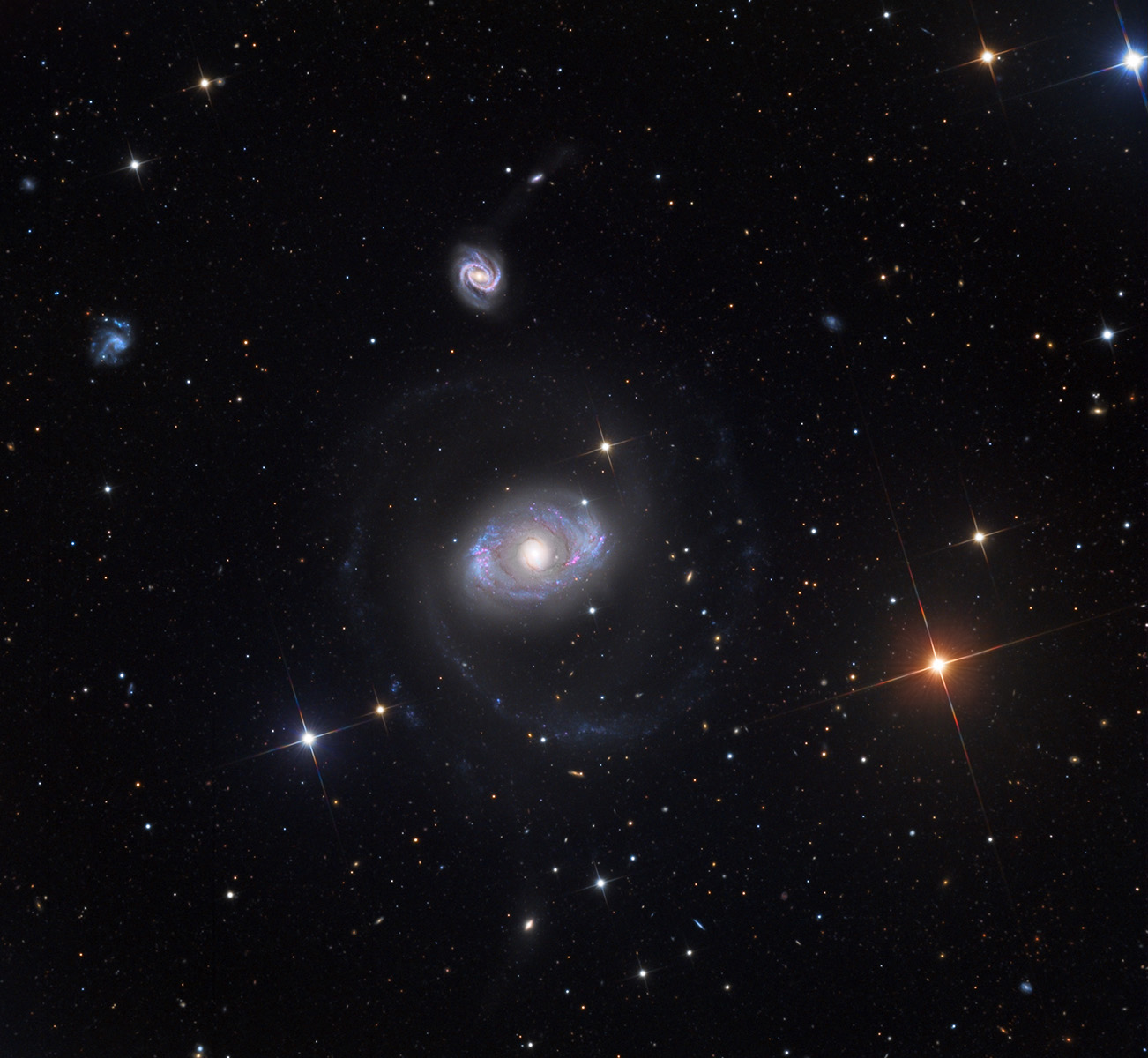
NGC 4151 par Adam Block (Observatoire du mont Lemmon/Université de l'Arizona).